# Mina Abd Allah
Mina Abd Allah (arab. ميناء عبد الله) – miasto we wschodnim Kuwejcie, port nad Zatoką Perską; ok. 10 tys. mieszkańców (2006); ośrodek rafinacji ropy naftowej (rafineria o mocy około 5,5 milion ton rocznie), połączony rurociągiem z ośrodkiem wydobycia ropy naftowej Wafra; zakład produkcji siarki z ropy naftowej; fabryka skraplania gazu ziemnego; wywóz ropy i produktów naftowych.